# Omar Longhi
Omar Longhi (Cles, 20 marzo 1980) è un ex sciatore alpino italiano, specialista dello slalom gigante.

## Biografia
Attivo in gare FIS dal dicembre del 1995, l'atleta trentino (risiede presso il Passo del Tonale) esordì in Coppa Europa il 14 dicembre 1998 a Nova Levante/Passo di Costalunga in slalom speciale (42º) e per vari anni gareggiò nel circuito continentale senza risultati di rilievo. Il 15 dicembre 2006 conquistò il primo podio nella competizione, il 2º posto nello slalom gigante di San Vigilio; grazie a questo, due giorni dopo esordì in Coppa del Mondo nello slalom gigante dell'Alta Badia, dove andò subito a punti con il 29º posto. Pochi giorni dopo, il 21 dicembre, ottenne il suo miglior piazzamento in Coppa del Mondo, arrivando 20º nello slalom gigante disputato sulle nevi di Hinterstoder.
Dopo questo risultato la sua presenza nel massimo circuito fu però molto saltuaria e la sua carriera si sviluppò soprattutto a livello continentale. In Coppa Europa conquistò sempre in slalom gigante la sua unica vittoria il 2 dicembre 2009, a Val Thorens, e l'ultimo podio l'8 febbraio 2010 a Méribel (3º), mentre in Coppa del Mondo la sua ultima gara fu lo slalom gigante disputato a Kranjska Gora il 30 gennaio 2010, che non completò. Si ritirò dall'attività agonistica nel 2011 dopo aver partecipato ai Campionati italiani di La Thuile: la sua ultima gara fu lo slalom gigante del 26 marzo, che chiuse al 9º posto. In carriera non prese parte né a rassegne olimpiche né iridate.

## Palmarès

### Coppa del Mondo
- Miglior piazzamento in classifica generale: 125º nel 2007

### Coppa Europa
- Miglior piazzamento in classifica generale: 28º nel 2010
- 4 podi:
  - 1 vittoria
  - 2 secondi posti
  - 1 terzo posto

#### Coppa Europa - vittorie
| Data            | Località    | Paese   | Specialità |
| --------------- | ----------- | ------- | ---------- |
| 2 dicembre 2009 | Val Thorens | Francia | GS         |

Legenda:

GS = slalom gigante